# Spanische Fußballnationalmannschaft
Die spanische Fußballnationalmannschaft (spanisch Selección de fútbol de España) ist die Auswahlmannschaft des spanischen Fußballverbandes Real Federación Española de Fútbol. Spanien gewann 2010 die Weltmeisterschaft, sowie 1964, 2008, 2012 und 2024 die Europameisterschaft, und zählt damit international zu den erfolgreichsten Nationalmannschaften. 2023 gewann sie außerdem die UEFA Nations League. Der Spitzname La Furia Roja bedeutet Die rote Furie und entstand während der Olympischen Spiele 1920 in Antwerpen, bei denen die Spanier überraschend die Silbermedaille gewannen.

## Geschichte

### Frühe Jahre
Der Fußballsport erreichte Spanien im späten 19. Jahrhundert, vor allem aus den Britischen Inseln kommend. Am 21. März 1904 war Spanien zwar einer der insgesamt sieben europäischen Gründerstaaten der FIFA, da es jedoch zu dieser Zeit keinen nationalen Verband gab, wurde das Land bei der Gründung durch den Verein Madrid F.C., dem heutigen Real Madrid, vertreten. Der spanische Dachverband Real Federación Española de Fútbol (dt.: Königlich-spanischer Fußballverband) wurde erst 1909 (als Federación Española de Clubs de Football) gegründet, 1913 jedoch umbenannt und 1914 als Mitgliedsverband von der FIFA aufgenommen.
Eine Nationalmannschaft, angeführt von Spielern wie Ricardo Zamora, Josep Samitier oder Pichichi, wurde erstmals für die Teilnahme am Fußballturnier der Olympischen Spiele 1920 in Antwerpen zusammengestellt, wo das erste offizielle Länderspiel schließlich am 28. August 1920 in Brüssel gegen Dänemark über die Bühne ging. Das Match endete mit 1:0 für die Iberer und der erste Torschütze der Geschichte war Patricio von Real Unión. Obwohl man im Viertelfinale am späteren Goldmedaillengewinner Belgien scheiterte, verlief das Turnier positiv. Das Turnier um die Silbermedaille entschieden die Spanier durch Siege gegen Schweden, Italien und die Niederlande für sich und belegten somit bei ihrem ersten Antreten bei einem internationalen Turnier gleich den zweiten Rang. Die Mannschaft bekam aufgrund ihrer beherzten Spielweise den bis heute geläufigen Spitznamen La Furia Roja (dt.: Die rote Furie).
Der erste Auftritt der spanischen Nationalmannschaft auf heimischen Boden fand am 7. Oktober 1921 in Bilbao gegen Belgien statt, die Selección gewann mit 2:0 und revanchierte sich damit für die Niederlage bei den Olympischen Spielen. Bei den Sommerspielen 1924 und 1928 war Spanien erneut am Start, scheiterte jedoch in der Vorrunde bzw. im Viertelfinale jeweils an Italien. Eine historische Begegnung fand am 15. Mai 1929 in Madrid statt: Spanien traf auf die Nationalelf Englands, die zu diesem Zeitpunkt noch nie ein Spiel gegen eine Mannschaft von außerhalb der Britischen Inseln verloren hatte. Die Begegnung endete mit 4:3 für die Iberer und begründete eine bis heute andauernde Rivalität.

### Erste Weltmeisterschaftsteilnahme
Nachdem die Spanier auf eine Teilnahme an der Weltmeisterschaft 1930 verzichtet hatten, erfolgte das erste Antreten 1934 in Italien. Das Turnier war von Vorwürfen der Bestechung und Manipulation von Seiten des faschistischen Regimes unter Benito Mussolini überschattet und von diesen Kontroversen blieben auch die Spanier nicht verschont. Im Viertelfinale traf die Mannschaft auf die Gastgeber, und nachdem die erste Begegnung mit einem Unentschieden geendet hatte, kam es zu einem Wiederholungsspiel. Dieses war von zahlreichen umstrittenen Entscheidungen zugunsten der Italiener geprägt und endete mit einer 0:1-Niederlage der Selección. Bezeichnend ist, dass der Schiedsrichter dieser Begegnung, der Schweizer René Mercet, aufgrund seiner Leistung bei diesem Spiel, von seinem Landesverband lebenslang gesperrt wurde. Der Spanische Bürgerkrieg, der im Juli 1936 ausbrach, führte dazu, dass die spanische Nationalmannschaft bis Anfang der 1940er Jahre keine Begegnung mehr bestritt.

### Nachkriegszeit
Die Fußball-Weltmeisterschaft 1950 in Brasilien war das erste internationale Turnier, an dem die Spanier nach den Wirren des Spanischen Bürgerkriegs und des Zweiten Weltkriegs teilnahmen. Die Mannschaft, angeführt von bekannten Namen wie Antoni Ramallets, Luis Molowny, Estanislao Basora oder Zarra, setzte sich in der Vorrunde gegen die Teams aus Chile, den USA und England durch und erreichte so die Finalrunde. Dort schaffte die Auswahl zwar ein Unentschieden gegen den späteren Weltmeister Uruguay, doch es folgten Niederlagen gegen Schweden und Gastgeber Brasilien. Dies reichte letztlich für den vierten Endrang, bis zum Titelgewinn 2010 die beste Platzierung der Spanier bei WM-Turnieren. 1954 und 1958 qualifizierte sich die Selección nicht für die Endrunde.

### Debüt bei Europameisterschaften und Titelgewinn 1964
Im Juni 1954 trat der spanische Verband als eines der Gründungsmitglieder der UEFA, dem europäischen Kontinentalverband, bei. Die Teilnahme der Iberer an der ersten Fußball-Europameisterschaft fiel jedoch dem Kalten Krieg zum Opfer. In der Runde der letzten Acht zog sich das Team, das angeführt von Stars wie Alfredo Di Stéfano, Paco Gento, Luis Suárez oder László Kubala als einer der Mitfavoriten galt, auf Geheiß der damaligen faschistischen Regierung unter General Franco zurück, obwohl die Spieler sich bereits auf dem Weg nach Moskau, wo man das Hinspiel gegen die Sowjetische Nationalmannschaft austragen sollte, am Flughafen in Madrid versammelt hatten. Die Sowjetunion, die im Spanischen Bürgerkrieg die republikanischen Truppen unterstützt hatte und damit erklärter Feind der franquistischen Führung war, lehnte die von der spanischen Regierung geforderte Austragung auf neutralem Boden ab. Die beiden Spiele wurden von der UEFA mit jeweils 3:0 für die Mannschaft der UdSSR gewertet.
Die Revanche, und zugleich einer der größten Erfolge der Selección, sollte nicht lange auf sich warten lassen. Im Jahr 1964 war Spanien der Austragungsort der EM-Endrunde. Nachdem das von Erfolgscoach José Villalonga trainierte Team, gespickt mit Namen wie José Ángel Iribar, Feliciano Rivilla, Ferran Olivella, Isacio Calleja, Ignacio Zoco, Josep Maria Fusté, Chus Pereda, Luis Suárez, Amancio, Marcelino oder Carlos Lapetra, im Halbfinale Ungarn hatte bezwingen können, traf man am 21. Juni in Madrid gerade auf die Nationalmannschaft der Sowjetunion. Das Spiel endete mit 2:1 für die Gastgeber und bescherte der Selección ihren ersten großen Titelgewinn.
In den folgenden Jahren blieben Erfolge aus, selten qualifizierten sich die Spanier für WM- oder EM-Endrunden, und wenn doch, so schied man bereits in der Vorrunde aus, wie bei den Weltmeisterschaften 1962, 1966 und 1978 oder der Europameisterschaft 1980.
| Iribar Rivilla Olivella (C) Calleja Zoco Fusté Suárez Pereda Amancio Marcelino Lapetra Trainer: Villalonga |
| Aufstellung der spanischen Mannschaft im EM-Finale '64. Tore: Pereda (6.), Marcelino (84.)                 |

### Heim-WM 1982
Eine der größten Enttäuschungen der Geschichte der spanischen Nationalmannschaft war die Weltmeisterschaft 1982 im eigenen Land. Mit großer Euphorie wurde das Turnier erwartet, hatte das Land doch gerade erst politischen Isolationismus und Diktatur verwunden und die Transition hin zu einer Demokratie geschafft. Man wollte sich der Welt von der besten Seite zeigen, doch auf sportlicher Ebene glückte dies nicht. Schon in der ersten Gruppenphase hatten die von José Santamaría trainierten Spanier große Probleme, erreichte man doch im Auftaktspiel gegen Außenseiter Honduras nur ein 1:1. Zwar glückte gegen den vermeintlich schwersten Gruppengegner Jugoslawien ein 2:1-Sieg, doch gegen Nordirland verlor man mit 0:1 und erreichte nur mit Mühe die zweite Gruppenphase. Dort verlor man gleich das Auftaktspiel gegen Deutschland und erreichte auch gegen England nur ein Remis, wodurch die Spanier als Gruppenletzter aus dem Turnier ausschieden.

### Vizeeuropameisterschaft 1984
Die enttäuschende WM 1982 hatte zu einem Umbruch geführt. Als neuer Trainer wurde der altgediente Miguel Muñoz, der schon 1969 die Nationalmannschaft betreut hatte, verpflichtet. Die Qualifikation zur Fußball-Europameisterschaft 1984 gestaltete sich sehr schwierig. Spanien und die Niederlande waren am letzten Spieltag punktgleich, doch hatten die Holländer eine weitaus bessere Tordifferenz. Als die Selección schließlich am 21. Dezember 1983 in Sevilla auf Malta traf, brauchte die Mannschaft nicht nur einen Sieg, sondern musste mit elf Toren Vorsprung gewinnen, um sich für die Endrunde zu qualifizieren, was nahezu unmöglich schien. Das Spiel begann nicht gut für die Iberer, man vergab gleich in der zweiten Minute einen Elfmeter, bekam nach der 1:0-Führung schnell den Ausgleich und erzielte bis zur Halbzeitpause lediglich einen 3:1-Vorsprung. In der zweiten Spielhälfte spielte Spanien aber einen furiosen Offensivfußball und erzielte in der 83. Minute durch Juan Señor das entscheidende 12:1 und konnte damit die Qualifikation doch noch sichern. Das Spiel ging trotz des schwachen Gegners Malta in die Geschichte des spanischen Fußballs ein. Nach der Enttäuschung über das frühe Ausscheiden bei der WM im eigenen Land konnte sich wieder Begeisterung für die heimische Nationalelf entfachen.
Die Endrunde sollte sich ebenfalls positiv für die Iberer gestalten. In der Vorrundengruppe setzte sich die Auswahl nach zwei Unentschieden gegen Rumänien und Portugal im entscheidenden Match mit 1:0 gegen Deutschland durch und zog damit als Gruppensieger ins Halbfinale ein. Dort traf man auf das vom aufstrebenden Michael Laudrup angeführte Überraschungsteam Dänemark. In einer sehr engen Begegnung setzten sich die Spanier im Elfmeterschießen mit 5:4 durch und zogen somit ins Finale ein, in dem man auf Gastgeber Frankreich traf. Das Endspiel gestaltete sich lange offen. Erst ein fataler Fehler von Spaniens Torwart Luis Arconada, der bis dahin ein sehr starkes Turnier gespielt hatte, führte zu Frankreichs Führung. Einen direkten Freistoß von Michel Platini ließ Arconada durch die Hände gleiten und im Zeitlupen-Tempo rollte der Ball über die Linie. Die 1:0-Führung für Frankreich erlaubte bei noch stärkerer Offensivbemühungen der Spanier nun Konterchancen. In der 90. Minute entschied dann ein solcher Gegenstoß durch Linksaußen Bruno Bellone das Finale in Paris zu Gunsten der Gastgeber.

### Der Viertelfinalfluch (1986–2006)
Bei der Weltmeisterschaft 1986 in Mexiko präsentierten sich die Spanier trotz einer 0:1-Auftaktniederlage gegen Brasilien erneut stark, erreichten nach Siegen gegen Nordirland und Algerien das Achtelfinale und trafen dort auf die hoch eingeschätzten Dänen, die zuvor im Turnier mit sehenswerten Fußball gegen Schottland, Uruguay und Deutschland siegreich blieben. Die Spanier setzten sich jedoch gegen die skandinavischen Geheimfavoriten klar mit 5:1 durch. Mann des Spieles war Real Madrids Jungstar Emilio Butragueño, der vier Tore beisteuerte. Als man im Viertelfinale auf Belgien traf, galten die Iberer aufgrund ihres furiosen Auftritts eine Runde zuvor als Favorit, das Spiel endete jedoch mit 1:1. Im Elfmeterschießen hielt der belgische Keeper Jean-Marie Pfaff, der schon während der regulären Spielzeit die spanischen Angreifer zur Verzweiflung brachte, den fünften Strafstoß der Iberer und warf damit die Spanier aus dem Turnier. Dies sollte nicht die letzte große Enttäuschung in einem Viertelfinale bleiben. Bei der Weltmeisterschaft 1994 scheiterten die Spanier in der Runde der letzten Acht an Italien. Zwar lieferte die Selección ein starkes Spiel, erarbeitete sich zahlreiche Chancen, doch ein Last-Minute-Treffer von Roberto Baggio besiegelte eine 1:2-Niederlage. Nur zwei Jahre später, bei der Europameisterschaft 1996, war erneut im Viertelfinale Endstation. Diesmal scheiterte man nach einem Spiel, in dem man den Gegner über weite Strecken beherrschte, im Elfmeterschießen gegen Gastgeber England. Nach einer enttäuschenden Weltmeisterschaft 1998, bei der man bereits in der Vorrunde ausschied, folgte bei der EM 2000 und WM 2002 wieder jeweils im Viertelfinale das Aus. Während der spätere Kapitän Raúl beim kontinentalen Turnier einen Elfmeter kurz vor Schluss vergab, der den Ausgleich gegen Frankreich bedeutet hätte, scheiterte die Auswahl bei der WM zwei Jahre später erst im Elfmeterschießen am Gastgeber Südkorea. Besonders bitter für die Spanier war, dass ihnen zwei reguläre Tore gegen die Asiaten aberkannt wurden. Dies führte zu starker Kritik in den spanischen Medien, die, ähnlich wie auch die Italiener, ihre Nationalmannschaft als Opfer einer Schiedsrichtermanipulation zu Gunsten des Ausrichters Südkorea sahen. Die Tatsache, dass die Selección so häufig, und oftmals auch unglücklich, in der Runde der letzten Acht ausschied, führte dazu, dass von einem regelrechten Viertelfinalfluch (span.: la maldición de cuartos de final) gesprochen wurde.
Zu den weiteren Turnieren dieser Periode konnten sich die Spanier bis auf die EM 1992 jeweils qualifizieren, schieden dabei aber zu noch früheren Zeitpunkten aus: Bei den Europameisterschaften in der Vorrunde (1988, 2004), bei den Weltmeisterschaften im Achtelfinale (1990 gegen Jugoslawien nach Verlängerung, 2006 gegen den späteren Finalisten Frankreich). Laut dem ehemaligen deutschen Nationalspieler Uli Stielike, der während seiner aktiven Karriere bei Real Madrid unter Vertrag stand, ist die notorische Erfolglosigkeit der spanischen Nationalmannschaft der Tatsache geschuldet gewesen, dass in den spanischen Klubs, die in europäischen Wettbewerben erfolgreich sind, oft die ausländischen Spieler die Leistungsträger waren und den spanischen Nationalspielern daher „bei großen Turnieren die Erfahrung fehlt, um unter Druck Glanzpunkte zu setzen“. Auch war für spanische Fußballfans der Klubfußball interessanter und so trug die spanische Nationalmannschaft ihre Heimspiele in kleineren Stadien aus, wobei auch der Separatismus in Katalonien und im Baskenland eine Rolle spielte; die Journalisten aus verschiedensten Teilen Spaniens kritisierten die Nationalspieler aus anderen Regionen, während die eigenen von Kritik verschont blieben.

### Ende der notorischen Erfolglosigkeit und drei Titel in vier Jahren (2006–2012)
| Casillas (C) Capdevila Marchena Puyol Ramos Silva Senna Fàbregas Iniesta Xavi Torres Trainer: Aragonés                                                                                                |
| Aufstellung der spanischen Mannschaft im EM-Finale 2008. Tor: Torres (33.) Man of the Match: Fernando Torres Auswechslungen: (63.) Alonso für Fàbregas (66.) Cazorla für Silva (78.) Güiza für Torres |

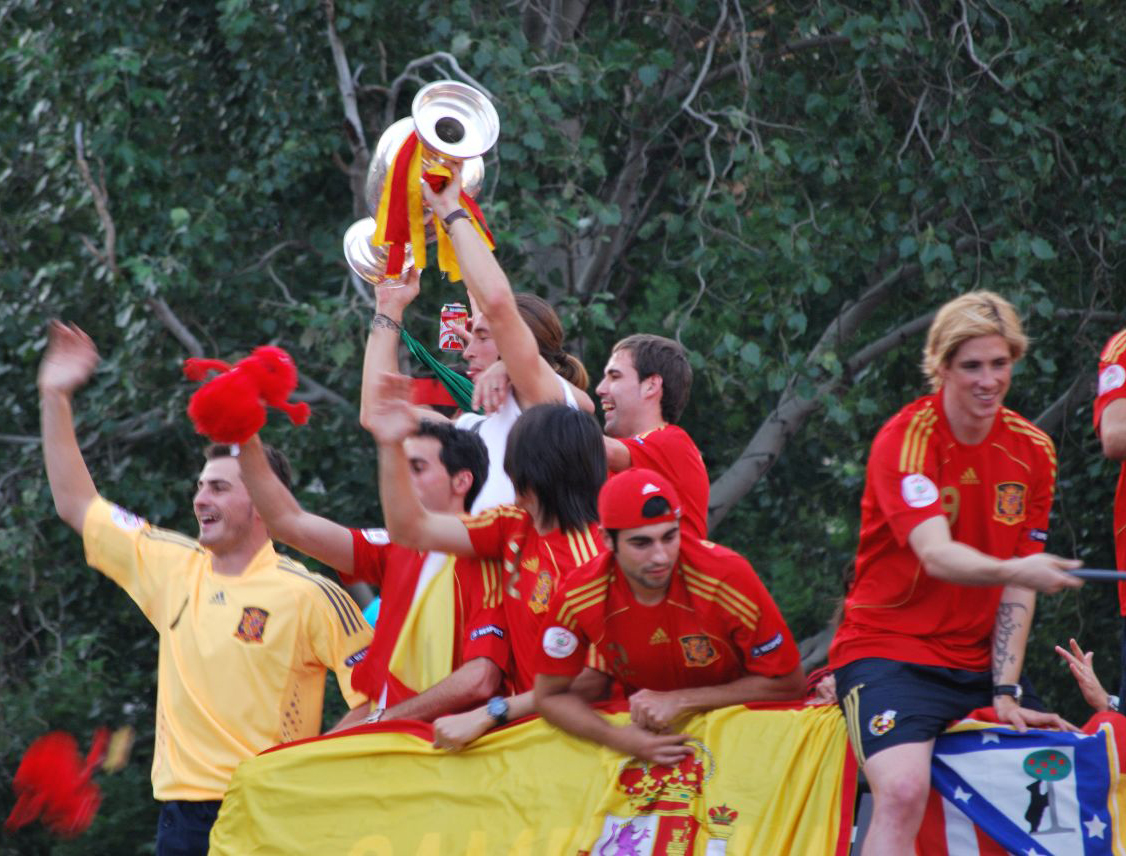
Spanische Spieler mit dem Pokal bei der EM-Feier 2008.

Die Qualifikation für die Fußball-Europameisterschaft 2008 in Österreich und der Schweiz gestaltete sich für Spanien unerwartet schwierig. Das von Luis Aragonés trainierte Team – das bereits wegen des Achtelfinalausscheidens gegen Frankreich in der WM-Endrunde 2006 in der Kritik stand – verlor zu Beginn in Schweden und Nordirland, weshalb man lange nur auf dem dritten Rang war. Das Team erreichte allerdings in den letzten neun Begegnungen durch ihre Spieltaktik Tiki-Taka acht Siege bei nur einem Unentschieden und wurde somit Gruppenerster – zwei Punkte vor Schweden.
Bei der Endrunde selbst qualifizierten sich die Spanier in ihrer Vorrundengruppe mit Siegen gegen Russland, Schweden und Griechenland auf Platz 1 für das Viertelfinale, wo man auf den amtierenden Weltmeister Italien traf. Das Spiel, das von großer Vorsicht beider Mannschaften geprägt war, endete 0:0. Im entscheidenden Elfmeterschießen parierte Spaniens Tormann Iker Casillas zwei Strafstöße, während sein Gegenüber Gianluigi Buffon nur einen Schuss hielt, womit der „Viertelfinalfluch“ gebrochen war. Im Halbfinale folgte ein klarer 3:0-Erfolg gegen Russland. Im Endspiel besiegten die Spanier Deutschland durch ein Tor von Fernando Torres mit 1:0 und eroberten so ihre zweite kontinentale Trophäe.
David Villa wurde am Ende des Turniers Torschützenkönig mit insgesamt vier Treffern.
Im Anschluss an den EM-Titel schob sich die Selección erstmals in der Geschichte auf den ersten Platz in der FIFA-Weltrangliste.
| Casillas (C) Capdevila Piqué Puyol Ramos Pedro Busquets Alonso Iniesta Xavi Villa Trainer: Del Bosque                                                                                                 |
| Aufstellung der spanischen Mannschaft im WM-Finale 2010. Tor: Iniesta (116.) Man of the Match: Andrés Iniesta Auswechslungen: (60.) Navas für Pedro (87.) Fàbregas für Alonso (106.) Torres für Villa |

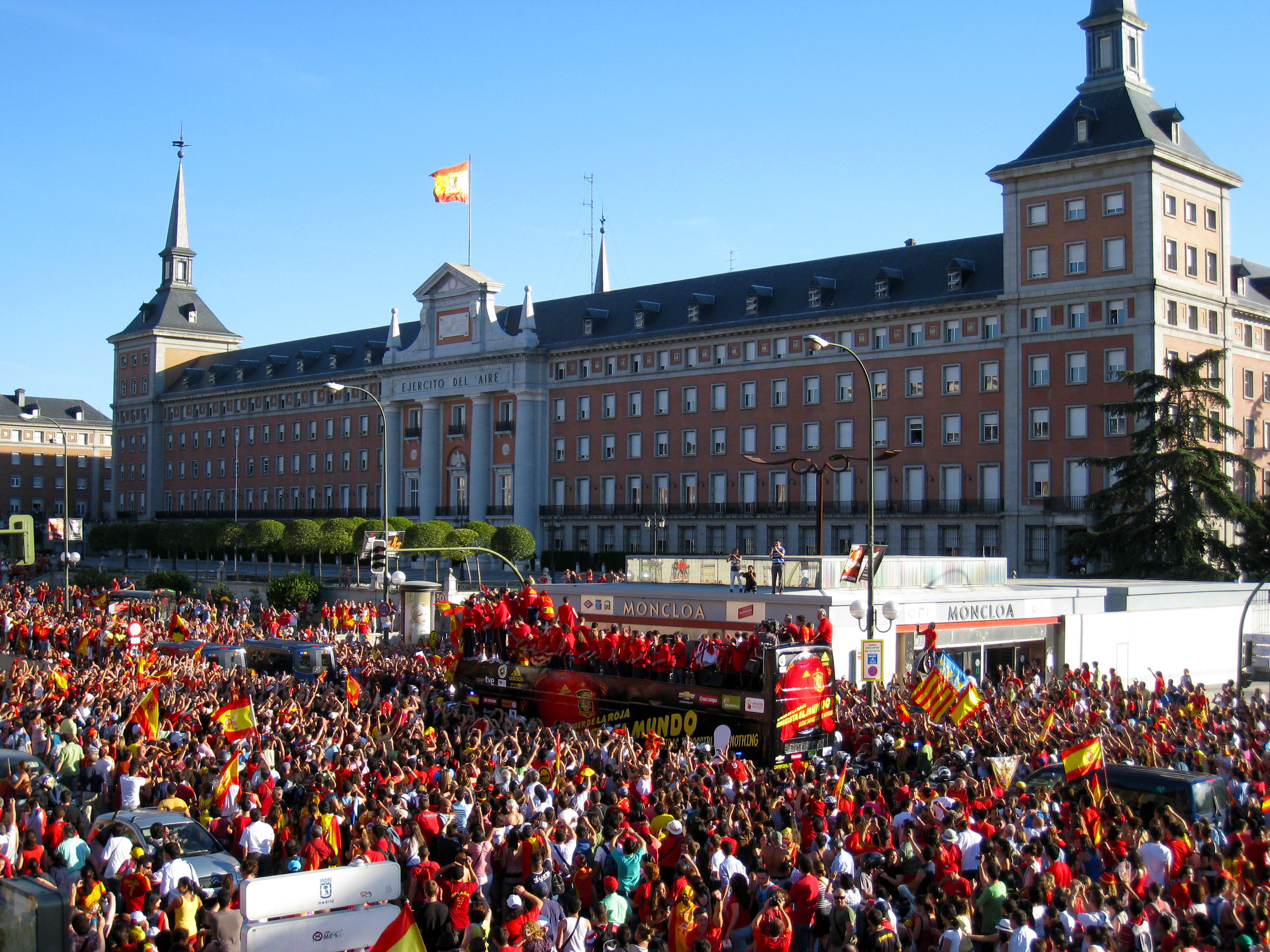
Parade zur Feier des Weltmeistertitels 2010 in Madrid.

Der Europameistertitel sollte nicht der letzte Erfolg dieser Spielergeneration bleiben. Zwar beendete eine 0:2 Halbfinalniederlage gegen die USA im FIFA-Konföderationen-Pokal 2009 eine Rekordserie von 15 Siegen in Folge sowie 35 Spielen ohne Niederlage, doch mit zehn Siegen in zehn Spielen qualifizierte sich die Mannschaft souverän für die WM-Endrunde und galt als einer der Favoriten für die Fußball-Weltmeisterschaft 2010.
Im ersten Spiel gegen die Schweiz konnte die Mannschaft aber ihrer Favoritenrolle nicht gerecht werden und verlor trotz drückender Überlegenheit erstmals ein Länderspiel gegen die Schweiz durch ein 0:1. Für die Schweiz blieb es das einzige Tor und der einzige Sieg bei der WM. In den folgenden Spielen konnte sich Spanien aber kontinuierlich steigern, da auch EM-Torschützenkönig David Villa an seine EM-Form anknüpfen konnte und insgesamt fünf Tore erzielte. Als Gruppensieger traf Spanien im Achtelfinale auf den Nachbarn Portugal, der mit 1:0 besiegt wurde. Mit diesem Ergebnis gewann Spanien auch die beiden folgenden Spiele gegen Paraguay und Deutschland und traf im Finale auf die bis dahin in sechs Spielen siegreichen Niederlande.
In einem mit sieben gelben sowie einer gelb-roten Karte für die Niederländer und fünf gelben Karten für die Spanier sehr hart geführten Spiel waren die Iberer zwar über weite Strecken die dominierende Mannschaft, sie konnten dies aber erst in der 116. Minute zum 1:0-Endstand durch Andrés Iniesta umsetzen. Damit gewann Spanien erstmals und als achtes Land insgesamt, den WM-Titel. Ferner wurde Iker Casillas als bester Torhüter mit dem Goldenen Handschuh und David Villa als drittbester Spieler mit dem Bronzenen Ball ausgezeichnet. Villa belegte in der Liste der besten Torschützen torgleich mit Thomas Müller den zweiten Platz und erhielt den „Silbernen Schuh“.
Nach dem WM-Sieg verbesserte sich die Mannschaft auf Platz 1 in der FIFA-Weltrangliste mit dem höchsten bis dahin erreichten Wert von 1883 Punkten. Im November 2010 wurde Spanien dann mit 1920 Punkten gelistet.
| Casillas (C) Arbeloa Piqué Ramos Alba Busquets Xavi Alonso Fàbregas Silva Iniesta Trainer: Del Bosque |
| Aufstellung der spanischen Mannschaft im EM-Finale 2012. Tore: 1:0 Silva (14.) 2:0 Alba (41.) 3:0 Torres (84.) 4:0 Mata (88.) Man of the Match: Andrés Iniesta Auswechslungen: (59.) Pedro für Silva (75.) Torres für Fàbregas (87.) Mata für Iniesta |

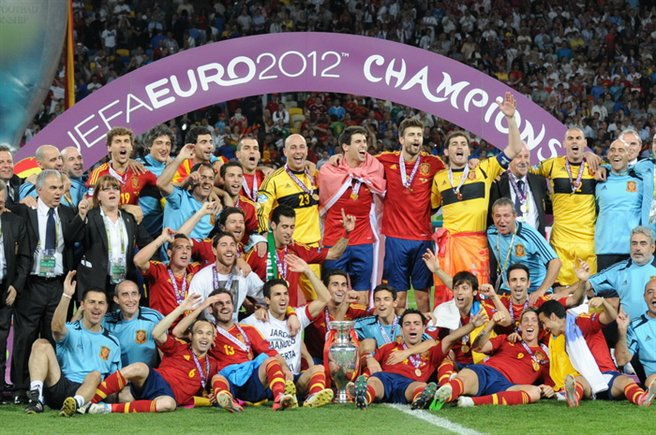
Die spanische Nationalmannschaft nach dem Gewinn der Euro 2012.

Spanien setzte sich in seiner Qualifikationsgruppe mit acht Siegen in acht Spielen und 26:6 Toren souverän durch und reiste als einer der Topfavoriten zur EM 2012 an. Bei der Europameisterschaft in Polen und der Ukraine konnte Spanien als erste Elf den Titel verteidigen und damit als erste europäische Mannschaft drei Titel in Folge gewinnen. Dies war zuvor nur Uruguay gelungen – bei der Copa América 1922 und 1924 sowie den Olympischen Spielen 1924. Dabei wurde mit dem 4:0 im Endspiel gegen Italien ein neuer Tor-Rekord für EM-Finalspiele aufgestellt. In den K.-o.-Spielen der letzten drei Turniere hatte Spanien kein Gegentor kassiert. Zwölf Spieler konnten zum zweiten Mal Europameister werden: Raúl Albiol, Xabi Alonso, Álvaro Arbeloa, Iker Casillas (beide Male als Kapitän), Santi Cazorla, Cesc Fàbregas, Andrés Iniesta, Sergio Ramos, Pepe Reina, David Silva, Fernando Torres und Xavi. Darüber hinaus wurde Andrés Iniesta als bester EM-Spieler gekürt, und zehn spanische Spieler ins Allstar-Team berufen.

### Nach der Ära: Frühes Ausscheiden in Brasilien, Frankreich und Russland (2012–2018)
In der Qualifikation für die Weltmeisterschaft 2014 musste sich Spanien in der Europa-Gruppe I mit Frankreich, Finnland, Georgien und Belarus auseinandersetzen. Ungeschlagen gewann die Selección vor Frankreich die Gruppe. Lediglich in den Heimspielen gegen Frankreich und Finnland (jeweils 1:1) spielte Spanien unentschieden. Die anderen sechs Partien wurden gewonnen. Dennoch dauerte es bis zum letzten Spieltag am 15. Oktober 2013, ehe der Gruppensieg erzielt wurde. In Albacete setzten sich die Spanier gegen Georgien mit 2:0 durch und qualifizierten sich damit für die Weltmeisterschaft.
Bei der Vorrunde kam es im ersten Gruppenspiel zu einer Neuauflage des WM-Finales von 2010 gegen die Niederlande. In diesem Spiel verlor die spanische Mannschaft mit 1:5. Dies war die höchste Niederlage eines amtierenden Weltmeisters bei einer WM-Vorrunde. Zudem traf die Selección wie bereits in der Gruppenphase 2010 auf Chile und im letzten Gruppenspiel erstmals auf Australien. Das Spiel gegen Chile ging mit 0:2 verloren, somit war der Weltmeister Spanien bereits in der Gruppenphase ausgeschieden. Die Presse sprach vom Ende einer Ära und einer Götterdämmerung. Das unbedeutend gewordene abschließende Spiel gegen Australien wurde mit 3:0 gewonnen.
Nach dem Desaster bei der WM 2014 stotterte der Motor des spanischen Nationalteams auch in den folgenden Spielen. Der Start zur Mission der Wiedergutmachung verlief schleppend, in einem Freundschaftsspiel gegen Frankreich zog man mit 0:1 den Kürzeren. Danach stürzte sich die Mannschaft von Vicente del Bosque voller Hoffnung in die anstehende EM-Qualifikation. Einem souveränen 5:1 zum Auftakt gegen Belarus folgte eine erneute Pleite – in der Slowakei musste man sich 1:2 geschlagen geben. Danach jedoch stabilisierte sich die Selección und verschaffte sich ohne weiteren Punktverlust den Sieg in der Qualifikationsgruppe C.
Bei der Europameisterschaft 2016 in Frankreich schien sich der Titelverteidiger in der Tat zu neuen Höhen aufschwingen zu können. Siege gegen Tschechien und die Türkei sicherten das vorzeitige Weiterkommen, so dass man die Niederlage gegen Kroatien zum Abschluss der Vorrunde als Ausrutscher wertete. Doch im Achtelfinale bekam Spanien eine Lehrstunde in Sachen taktischer Flexibilität erteilt. Die Italiener brachten den spanischen Ballbesitzfußball über weite Strecken zum Erliegen. Die Selección fand gegen den perfekt eingestellten Gegner überhaupt kein Mittel und schied durch die 0:2-Niederlage aus.
Nach einer dominanten Qualifikationsphase mit neun Siegen, einem Unentschieden und 36:3 Toren löste Spanien das Ticket zur WM 2018 in Russland. Cheftrainer Julen Lopetegui wurde jedoch zwei Tage vor dem Auftaktspiel der Mannschaft gegen Portugal entlassen, nachdem er seine Verpflichtung durch Real Madrid zur neuen Saison bekanntgemacht hatte. Die verunsicherte Furia Roja wurde kurzfristig durch den relativ unerfahrenen Ex-Nationalspieler Fernando Hierro übernommen. Es folgten Unentschieden gegen Portugal und Marokko sowie ein glanzloses 1:0 gegen den Iran, was trotz allem den Gruppensieg und den Einzug in die Finalrunde bedeutete. Im Achtelfinale stand es nach 120 Minuten gegen einen leidenschaftlich kämpfenden Gastgeber Russland immer noch 1:1 (wobei das spanische Tor durch einen Gegner erzielt worden war), weshalb eine Entscheidung per Elfmeterschießen herbeigeführt werden musste. Während die Russen vier Strafstöße verwandelten, hielt Keeper Akinfejew die Versuche von Koke und Aspas, was das Aus für Spanien bedeutete.

### Gegenwart (seit 2018)
Nachdem in der Qualifikation zur EM 2021 die Gruppengegner Norwegen, Schweden, Malta, Rumänien und die Färöerinseln alle besiegt worden waren, Färöer zweimal, reichte je ein Remis gegen Norwegen und Schweden, um zwei Spieltage vor Schluss am 15. Oktober 2019 als fixer Teilnehmer an der Endrunde festzustehen. Die Remis wurden erreicht und nach erfolgreicher Qualifikation folgten gegen Malta (7:0) und Rumänien (5:0) noch zwei klare Siege zum Abschluss. Im November 2019 kehrte dann Luis Enrique als Cheftrainer zurück, unter ihm gewann das Team im Jahr 2020 drei Spiele, vier endeten Remis und eins ging verloren. Innerhalb dieser acht Partien debütierte Ansu Fati mit 17 Jahren und 308 Tagen und wurde somit zum zweitjüngsten Debütanten der Furia Roja. Während Sergio Ramos im November sein 177. Länderspiel absolvierte und somit den Italiener Gianluigi Buffon als europäischen Rekordspieler überholte, hinterließen besonders der neu zum Team gestoßene, junge Torwart Unai Simón sowie der 20-jährige Stürmer Ferran Torres, der in sieben Spielen viermal traf, einen positiven Eindruck. Das letzte Spiel des Jahres am 17. November ging darüber hinaus mit 6:0 zugunsten Spaniens gegen Deutschland aus; so hoch hatte der Weltmeister von 2014 seit dem Jahr 1931, damals noch als Nationalteam der Weimarer Republik, nicht mehr verloren.
Bei der Europameisterschaft 2021 erspielte sich Spanien zunächst je ein Remis gegen Schweden (0:0) und Polen (1:1) und gewann anschließend gegen die Slowakei (5:0). Als Gruppenzweiter für das Achtelfinale qualifiziert, spielte Spanien gegen Kroatien und setzte sich nach Verlängerung mit 5:3 durch. Die Viertelfinalbegegnung gegen die Schweiz endete zunächst 1:1 n. V., das anschließende Elfmeterschießen konnten Spanien jedoch mit 3:1 gewinnen und sich für das Halbfinale gegen Italien qualifizieren, welches man jedoch im Elfmeterschießen verlor.
Die Qualifikation zur Weltmeisterschaft 2022 gelang im Winter 2021, nachdem sich die Mannschaft gegen Schweden, Griechenland, Georgien und den Kosovo hatte durchsetzen können. Sechs Partien wurden hierbei gewonnen, je ein Spiel endete mit einer Niederlage sowie remis. Im Rahmen der Spiele debütierten Stürmer Raúl de Tomás, Torwart Robert Sánchez, die Mittelfeldspieler Gavi und Carlos Soler sowie Verteidiger Aymeric Laporte für die Nationalmannschaft.
Bei der WM 2022 gelang der spanischen Nationalmannschaft im Auftaktspiel ein hoher Sieg gegen Costa Rica. Darauf folgten jedoch ein Unentschieden gegen Deutschland und eine Niederlage gegen Japan, so dass das Team nur als Gruppenzweiter das Achtelfinale erreichte. Dort unterlag man im Elfmeterschießen gegen Marokko und schied aus. In der Folge trennte sich der spanische Verband von Nationaltrainer Enrique.
Bei der EM 2024 gewann die Mannschaft zum vierten Mal eine Europameisterschaft und wurde damit Rekordsieger in diesem Wettbewerb.

## Bilanzen

### Titel
- Weltmeister:
  - 2010: 1:0 n. V. gegen Niederlande
- Europameister:
  - 1964: 2:1 gegen UdSSR
  - 2008: 1:0 gegen Deutschland
  - 2012: 4:0 gegen Italien
  - 2024: 2:1 gegen England

- Sieger der UEFA Nations League:
  - 2023: 5:4 n. E. gegen Kroatien

Ehrungen
- FIFA Fairplay-Auszeichnung: 2006, 2010
- Prinz-von-Asturien-Preis: 2010
- Laureus World Sports Awards: Welt-Mannschaft des Jahres 2011

### Teilnahme an Weltmeisterschaften

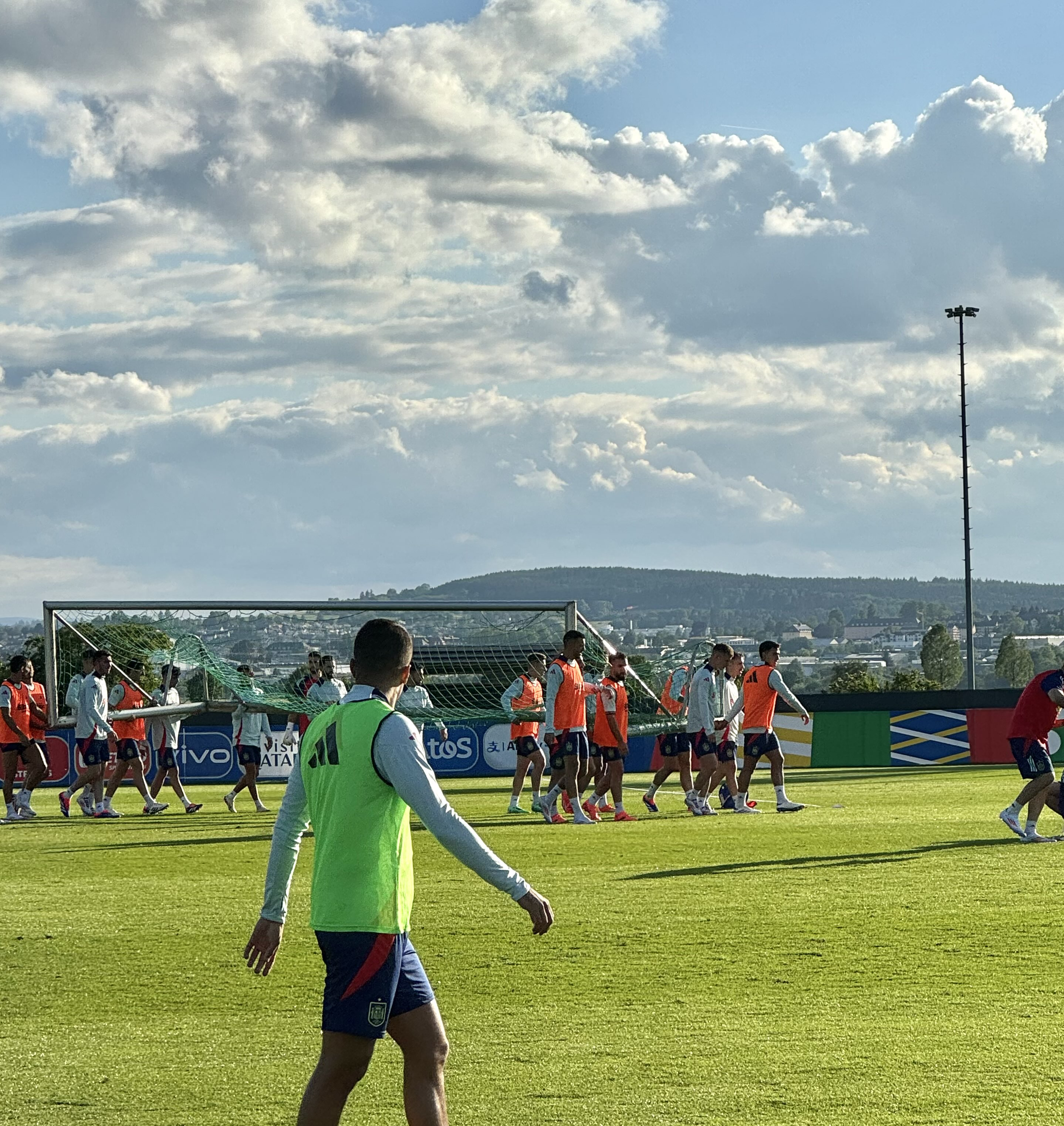
Spanische Nationalelf beim Training auf dem Platz des SV Aasen für die Fußball-EM 2024

Spanien qualifizierte sich bislang vierzehn Mal für eine WM-Endrunde, davon einmal als Gastgeber. Seit 1978 nahm die spanische Mannschaft immer teil, konnte aber bis 2010 maximal das Viertelfinale erreichen. Bei der Fußballweltmeisterschaft in Südafrika 2010 wurde die spanische Mannschaft dann erstmals Weltmeister.
1938 wurde Spanien aufgrund des blutigen Bürgerkriegs im Land von der FIFA gezwungen, die Anmeldung zurückzuziehen.
Legende:
- S = Siege
- U = Unentschieden
- N = Niederlagen

| Jahr | Gastgeber          | Ergebnis           | S | U | N | Tore  |
| ---- | ------------------ | ------------------ | - | - | - | ----- |
| 1930 | Uruguay            | nicht teilgenommen | – | – | – | –     |
| 1934 | Italien            | Viertelfinale      | 1 | 1 | 1 | 04:03 |
| 1938 | Frankreich         | nicht zugelassen   | – | – | – | –     |
| 1950 | Brasilien          | 4. Platz           | 3 | 1 | 2 | 10:12 |
| 1954 | Schweiz            | nicht qualifiziert | – | – | – | –     |
| 1958 | Schweden           | nicht qualifiziert | – | – | – | –     |
| 1962 | Chile              | Vorrunde           | 1 | 0 | 2 | 02:03 |
| 1966 | England            | Vorrunde           | 1 | 0 | 2 | 04:05 |
| 1970 | Mexiko             | nicht qualifiziert | – | – | – | –     |
| 1974 | BR Deutschland     | nicht qualifiziert | – | – | – | –     |
| 1978 | Argentinien        | 1. Finalrunde      | 1 | 1 | 1 | 02:02 |
| 1982 | Spanien            | 2. Finalrunde      | 1 | 2 | 2 | 04:05 |
| 1986 | Mexiko             | Viertelfinale      | 3 | 1 | 1 | 11:04 |
| 1990 | Italien            | Achtelfinale       | 2 | 1 | 1 | 06:04 |
| 1994 | Vereinigte Staaten | Viertelfinale      | 2 | 2 | 1 | 10:06 |
| 1998 | Frankreich         | Vorrunde           | 1 | 1 | 1 | 08:04 |
| 2002 | Südkorea und Japan | Viertelfinale      | 3 | 2 | 0 | 10:05 |
| 2006 | Deutschland        | Achtelfinale       | 3 | 0 | 1 | 09:04 |
| 2010 | Südafrika          | Weltmeister        | 6 | 0 | 1 | 08:02 |
| 2014 | Brasilien          | Vorrunde           | 1 | 0 | 2 | 04:07 |
| 2018 | Russland           | Achtelfinale       | 1 | 3 | 0 | 07:06 |
| 2022 | Katar              | Achtelfinale       | 1 | 1 | 2 | 09:03 |

### Teilnahme an Europameisterschaften
Die spanische Nationalmannschaft nahm bisher zehnmal an EM-Endrunden teil. 1964 feierte die Auswahl im eigenen Land den ersten Titelgewinn, ein Erfolg der 2008 in Österreich und der Schweiz sowie 2012 in Polen und der Ukraine und 2024 in Deutschland wiederholt wurde. 1984 erreichten die Spanier das Finale, scheiterten jedoch dort an Gastgeber Frankreich.
| Jahr | Gastgeber               | Ergebnis               | S | U | N  | Tore |
| ---- | ----------------------- | ---------------------- | - | - | -- | ---- |
| 1960 | Frankreich              | Viertelfinale (disq.)* | 2 | 0 | 0* | 07:2 |
| 1964 | Spanien                 | Europameister          | 2 | 0 | 0  | 04:2 |
| 1968 | Italien                 | nicht qualifiziert     | – | – | –  | –    |
| 1972 | Belgien                 | nicht qualifiziert     | – | – | –  | –    |
| 1976 | Jugoslawien             | nicht qualifiziert     | – | – | –  | –    |
| 1980 | Italien                 | Vorrunde               | 0 | 1 | 2  | 02:4 |
| 1984 | Frankreich              | 2. Platz               | 1 | 3 | 1  | 04:5 |
| 1988 | Deutschland             | Vorrunde               | 1 | 0 | 2  | 03:5 |
| 1992 | Schweden                | nicht qualifiziert     | – | – | –  | –    |
| 1996 | England                 | Viertelfinale          | 1 | 3 | 0  | 04:3 |
| 2000 | Niederlande und Belgien | Viertelfinale          | 2 | 0 | 2  | 07:7 |
| 2004 | Portugal                | Vorrunde               | 1 | 1 | 1  | 02:2 |
| 2008 | Schweiz und Österreich  | Europameister          | 5 | 1 | 0  | 12:3 |
| 2012 | Polen und Ukraine       | Europameister          | 4 | 2 | 0  | 12:1 |
| 2016 | Frankreich              | Achtelfinale           | 2 | 0 | 2  | 5:4  |
| 2021 | Europa                  | Halbfinale             | 3 | 2 | 1  | 13:6 |
| 2024 | Deutschland             | Europameister          | 7 | 0 | 0  | 15:4 |

 *  = Spanien wurde 1960 disqualifiziert, nachdem das spanische Regime das Antreten der Mannschaft in der UdSSR untersagt hatte.

### Teilnahme an olympischen Fußballturnieren für A-Nationalmannschaften
Die Olympischen Spiele 1920 waren der erste offizielle Auftritt der spanischen Nationalmannschaft. Gleich beim Debüt gewann die Mannschaft die Silbermedaille. Zwar holte Spanien in den folgenden Turnieren noch vier weitere Medaillen, nämlich Gold 1992 und 2024 und Silber 2000 und 2021, doch erstmals ab 1952 nahmen nicht mehr die A-Nationalmannschaften der westlichen Länder teil, sondern Amateurteams oder, seit 1992, U-23-Auswahlen.
| Jahr | Gastgeber | Ergebnis           | S | U | N | Tore |
| ---- | --------- | ------------------ | - | - | - | ---- |
| 1908 | London    | nicht teilgenommen | – | – | – | –    |
| 1912 | Stockholm | nicht teilgenommen | – | – | – | –    |
| 1920 | Antwerpen | Silbermedaille     | 4 | 0 | 1 | 9:5  |
| 1924 | Paris     | Vorrunde           | 0 | 0 | 1 | 0:1  |
| 1928 | Amsterdam | Viertelfinale      | 1 | 1 | 1 | 9:9  |
| 1936 | Berlin    | nicht teilgenommen | – | – | – | –    |
| 1948 | London    | nicht teilgenommen | – | – | – | –    |

Siehe auch: Spanische Fußballnationalmannschaft/Olympische Spiele

### Teilnahme am Konföderationen-Pokal
Der Konföderationen-Pokal ist der einzige Titel den Spanien noch nicht gewinnen konnte. Für den seit 1997 von der FIFA organisierten Konföderationen-Pokal qualifizierte sich Spanien durch den EM-Titel 2008 erstmals und erreichte beim Turnier 2009 schließlich den dritten Platz. Als Weltmeister war Spanien zudem für 2013 qualifiziert und erreichte erstmals das Finale, musste aber nach der Rekordserie von 29 Pflichtspielen ohne Niederlage erstmals seit dem Auftaktspiel bei der WM 2010 wieder eine Niederlage hinnehmen.
| Jahr | Gastgeber        | Ergebnis           | S | U | N | Tore |
| ---- | ---------------- | ------------------ | - | - | - | ---- |
| 1997 | Saudi-Arabien    | nicht qualifiziert | – | – | – | –    |
| 1999 | Mexiko           | nicht qualifiziert | – | – | – | –    |
| 2001 | Südkorea / Japan | nicht qualifiziert | – | – | – | –    |
| 2003 | Frankreich       | nicht qualifiziert | – | – | – | –    |
| 2005 | Deutschland      | nicht qualifiziert | – | – | – | –    |
| 2009 | Südafrika        | 3. Platz           | 4 | 0 | 1 | 11:4 |
| 2013 | Brasilien        | 2. Platz           | 3 | 1 | 1 | 15:4 |
| 2017 | Russland         | nicht qualifiziert | – | – | – | –    |

## Aktueller Kader
Die folgenden Spieler wurden in den Kader für die Finalspiele der UEFA Nations League, u. a. am 8. Juni 2025 gegen Portugal, berufen.
- Stand der Leistungsdaten: 8. Juni 2025 (nach dem Spiel gegen Portugal)

| David Raya       | 15.09.1995 | 011  | 0  | FC Arsenal           | 2022 | 15. November 2024 |
| Álex Remiro      | 24.03.1995 | 002  | 0  | Real Sociedad        | 2024 | 18. November 2024 |
| Unai Simón       | 11.06.1997 | 050  | 0  | Athletic Bilbao      | 2020 | 8. Juni 2025      |
| Abwehr           |            |      |    |                      |      |                   |
| Pau Cubarsí      | 22.01.2007 | 006  | 0  | FC Barcelona         | 2024 | 20. März 2025     |
| Marc Cucurella   | 22.07.1998 | 017  | 0  | FC Chelsea           | 2021 | 8. Juni 2025      |
| Álex Grimaldo    | 20.09.1995 | 010  | 0  | Bayer 04 Leverkusen  | 2023 | 18. November 2024 |
| Dean Huijsen     | 14.04.2005 | 004  | 0  | AFC Bournemouth      | 2025 | 8. Juni 2025      |
| Robin Le Normand | 11.11.1996 | 023  | 01 | Atlético Madrid      | 2023 | 8. Juni 2025      |
| Óscar Mingueza   | 13.05.1999 | 004  | 0  | Celta Vigo           | 2021 | 8. Juni 2025      |
| Pedro Porro      | 13.09.1999 | 010  | 0  | Tottenham Hotspur    | 2021 | 8. Juni 2025      |
| Dani Vivian      | 05.07.1999 | 009  | 0  | Athletic Bilbao      | 2024 | 5. Juni 2025      |
| Mittelfeld       |            |      |    |                      |      |                   |
| Álex Baena       | 20.07.2001 | 010  | 02 | FC Villarreal        | 2023 | 8. Juni 2025      |
| Fabián           | 03.04.1996 | 039  | 06 | Paris Saint-Germain  | 2019 | 8. Juni 2025      |
| Gavi             | 05.08.2004 | 0028 | 05 | FC Barcelona         | 2021 | 5. Juni 2025      |
| Isco             | 21.04.1992 | 0039 | 12 | Betis Sevilla        | 2013 | 8. Juni 2025      |
| Fermín López     | 11.05.2003 | 002  | 0  | FC Barcelona         | 2024 | 24. Juni 2024     |
| Mikel Merino     | 22.06.1996 | 035  | 04 | FC Arsenal           | 2020 | 8. Juni 2025      |
| Pedri            | 25.11.2002 | 034  | 03 | FC Barcelona         | 2021 | 8. Juni 2025      |
| Martín Zubimendi | 02.02.1999 | 019  | 02 | Real Sociedad        | 2021 | 8. Juni 2025      |
| Sturm            |            |      |    |                      |      |                   |
| Dani Olmo        | 07.05.1998 | 044  | 11 | FC Barcelona         | 2019 | 5. Juni 2025      |
| Álvaro Morata    | 23.10.1992 | 086  | 37 | Galatasaray Istanbul | 2014 | 8. Juni 2025      |
| Samu Omorodion   | 05.05.2004 | 002  | 0  | FC Porto             | 2024 | 5. Juni 2025      |
| Mikel Oyarzabal  | 21.04.1997 | 045  | 16 | Real Sociedad        | 2016 | 8. Juni 2025      |
| Nico Williams    | 12.07.2002 | 028  | 06 | Athletic Bilbao      | 2022 | 8. Juni 2025      |
| Lamine Yamal     | 13.07.2007 | 021  | 06 | FC Barcelona         | 2023 | 8. Juni 2025      |
| Yéremi           | 20.10.2002 | 015  | 03 | FC Villarreal        | 2021 | 8. Juni 2025      |

## Rekordspieler

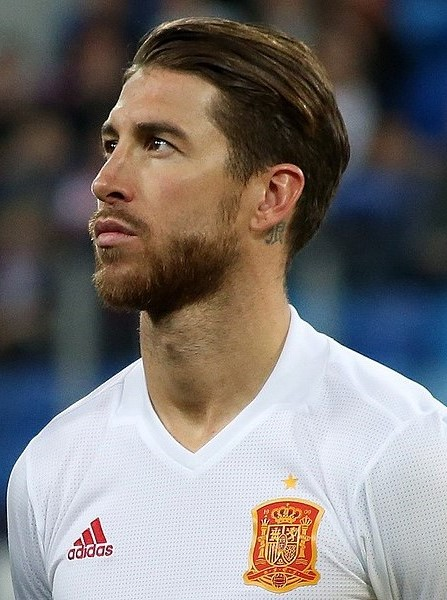
Verteidiger Sergio Ramos, ehemaliger spanischer Mannschaftskapitän und Spieler mit den meisten Länderspieleinsätzen.

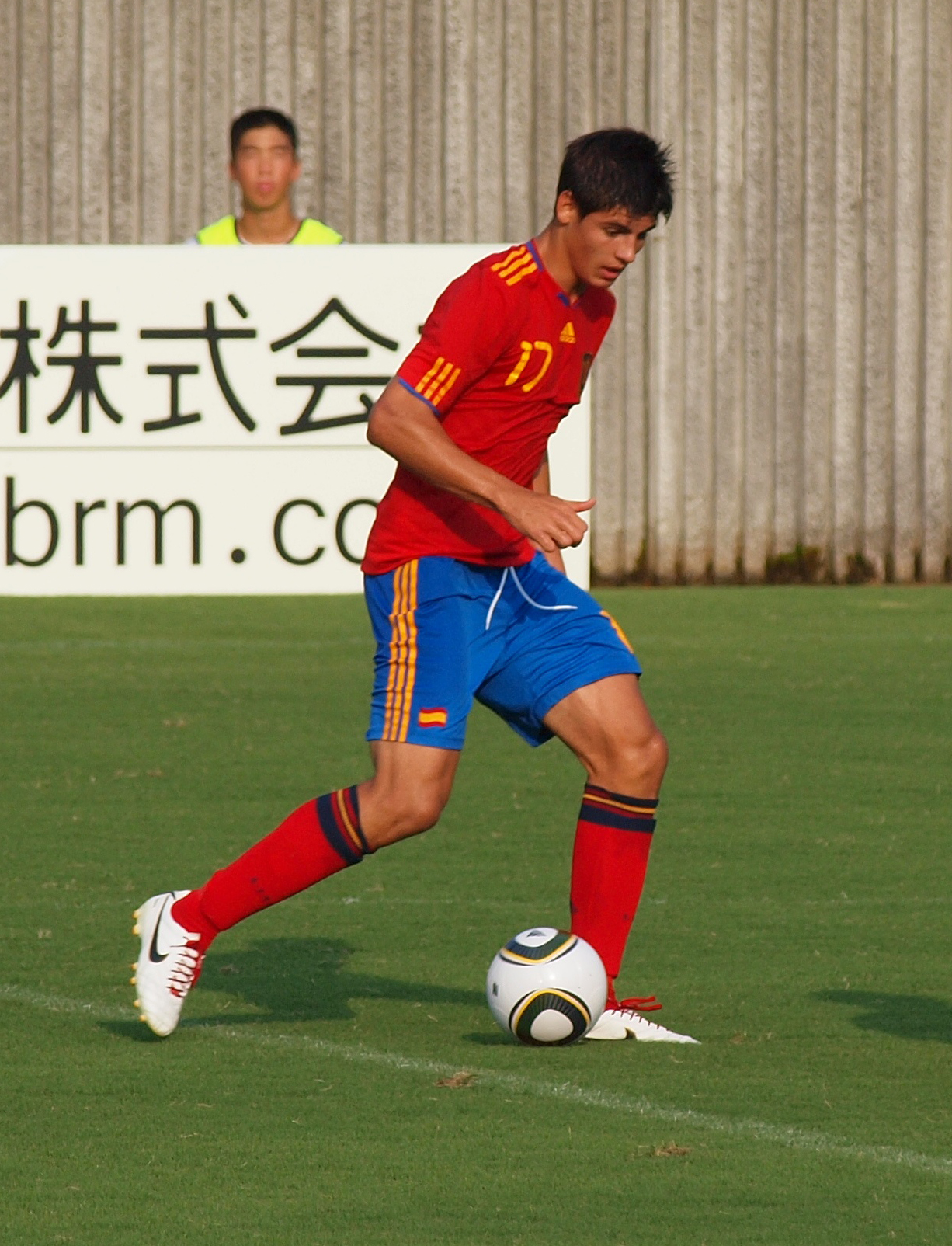
Álvaro Morata bestritt von den noch aktiven Spielern die meisten Länderspieleinsätze (85).

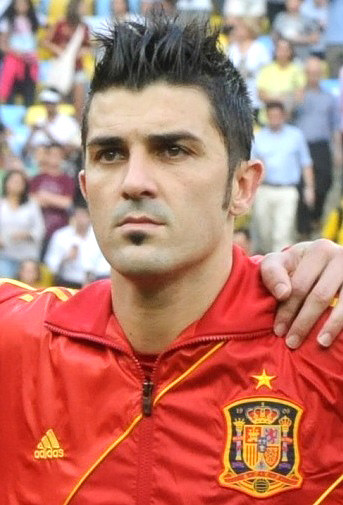
David Villa, Spaniens erfolgreichster Torschütze, war 12 Jahre lang für seine Nation aktiv.

| Rang                | Name               | Einsätze | Zeitraum  | Rekordspieler                        |
| ------------------- | ------------------ | -------- | --------- | ------------------------------------ |
| 01.                 | Sergio Ramos       | 180      | 2005–2021 | seit dem 12. Oktober 2019            |
| 02.                 | Iker Casillas      | 167      | 2000–2016 | 15. November 2011 – 12. Oktober 2019 |
| 03.                 | Sergio Busquets    | 143      | 2009–2022 |                                      |
| 04.                 | Xavi               | 133      | 2000–2014 |                                      |
| 05.                 | Andrés Iniesta     | 131      | 2006–2018 |                                      |
| 06.                 | Andoni Zubizarreta | 126      | 1985–1998 | bis zum 15. November 2011            |
| 07.                 | David Silva        | 125      | 2006–2018 |                                      |
| 08.                 | Xabi Alonso        | 114      | 2003–2014 |                                      |
| 09.                 | Cesc Fàbregas      | 110      | 2006–2016 |                                      |
| 09.                 | Fernando Torres    | 110      | 2003–2014 |                                      |
| 11.                 | Raúl               | 102      | 1996–2006 |                                      |
| 11.                 | Gerard Piqué       | 102      | 2009–2018 |                                      |
| 13.                 | Carles Puyol       | 100      | 2000–2013 |                                      |
| Stand: 9. Juni 2025 |                    |          |           |                                      |

| Rang                | Name               | Tore | Einsätze | Zeitraum  | WM-Tore | EM-Tore |
| ------------------- | ------------------ | ---- | -------- | --------- | ------- | ------- |
| 01.                 | David Villa        | 59   | 098      | 2005–2017 | 9       | 4       |
| 02.                 | Raúl               | 44   | 102      | 1996–2006 | 5       | 1       |
| 03.                 | Fernando Torres    | 38   | 110      | 2003–2014 | 4       | 5       |
| 04.                 | Álvaro Morata      | 37   | 086      | 2014–0    | 3       | 7       |
| 05.                 | David Silva        | 35   | 125      | 2006–2018 | 0       | 3       |
| 06.                 | Fernando Hierro    | 29   | 089      | 1989–2002 | 5       | 0       |
| 07.                 | Fernando Morientes | 27   | 047      | 1998–2007 | 5       | 1       |
| 08.                 | Emilio Butragueño  | 26   | 069      | 1984–1992 | 5       | 1       |
| 09.                 | Alfredo Di Stéfano | 23   | 031      | 1957–1961 | 0       | 0       |
| 09.                 | Sergio Ramos       | 23   | 180      | 2005–2021 | 0       | 0       |
| 11.                 | Julio Salinas      | 22   | 056      | 1986–1996 | 3       | 0       |
| 12.                 | Míchel             | 21   | 066      | 1985–1992 | 4       | 1       |
| 12.                 | Ferrán Torres      | 21   | 049      | 2020–     | 2       | 3       |
| 14.                 | Zarra              | 20   | 020      | 1945–1951 | 4       | 0       |
| 15.                 | Pedro              | 17   | 065      | 2010–2017 | 0       | 0       |
| 16.                 | Isidro Lángara     | 16   | 012      | 1932–1936 | 1       | 0       |
| 16.                 | Luis Regueiro      | 16   | 025      | 1927–1936 | 1       | 0       |
| 16.                 | Pirri              | 16   | 041      | 1966–1978 | 1       | 0       |
| 16.                 | Mikel Oyarzabal    | 16   | 45       | 2016–     | 0       | 2       |
| 16.                 | Xabi Alonso        | 16   | 114      | 2003–2014 | 2       | 2       |
| Stand: 9. Juni 2025 |                    |      |          |           |         |         |

| Rang                     | Name          | Alter                 | Geburtstag    | Debüt         |
| ------------------------ | ------------- | --------------------- | ------------- | ------------- |
| 01.                      | Lamine Yamal  | 16 Jahre und 57 Tage  | 13. Juli 2007 | 8. Sep. 2023  |
| 02.                      | Pau Cubarsí   | 17 Jahre und 60 Tage  | 22. Jan. 2007 | 22. März 2024 |
| 03.                      | Gavi          | 17 Jahre und 62 Tage  | 5. Aug. 2004  | 6. Okt. 2021  |
| 04.                      | Ángel Zubieta | 17 Jahre und 291 Tage | 17. Juli 1918 | 3. Mai 1936   |
| 05.                      | Ansu Fati     | 17 Jahre und 308 Tage | 31. Okt. 2002 | 3. Sep. 2020  |
| Stand: 8. September 2023 |               |                       |               |               |

| Rang                     | Name           | Alter                 | Geburtstag    | Erstes Tor   |
| ------------------------ | -------------- | --------------------- | ------------- | ------------ |
| 01.                      | Lamine Yamal   | 16 Jahre und 57 Tage  | 13. Juli 2007 | 8. Sep. 2023 |
| 02.                      | Gavi           | 17 Jahre und 304 Tage | 5. Aug. 2004  | 5. Juni 2022 |
| 03.                      | Ansu Fati      | 17 Jahre und 311 Tage | 31. Okt. 2002 | 6. Sep. 2020 |
| 04.                      | Juan Errazquin | 18 Jahre und 344 Tage | 22. Juni 1906 | 1. Juni 1925 |
| 05.                      | Jaime Lazcano  | 19 Jahre und 136 Tage | 30. Dez. 1909 | 15. Mai 1929 |
| Stand: 8. September 2023 |                |                       |               |              |

Anmerkungen:
- Noch aktive Spieler sind fett gedruckt.
- Das Spiel gegen Äquatorialguinea am 16. November 2013, bei dem Alonso, Iniesta, Ramos und Villa eingesetzt wurden, wird von der FIFA nicht berücksichtigt, da es zu viele Auswechslungen gegeben haben soll. In der Statistik des spanischen Verbandes werden aber nur 5 bzw. 6 pro Mannschaft gelistet.

## Auszeichnungen
Die italienische Sportzeitung Gazzetta dello Sport wählte die spanische Nationalmannschaft in den Jahren 2010 und 2012 zur „Weltmannschaft des Jahres“.

## Trainer

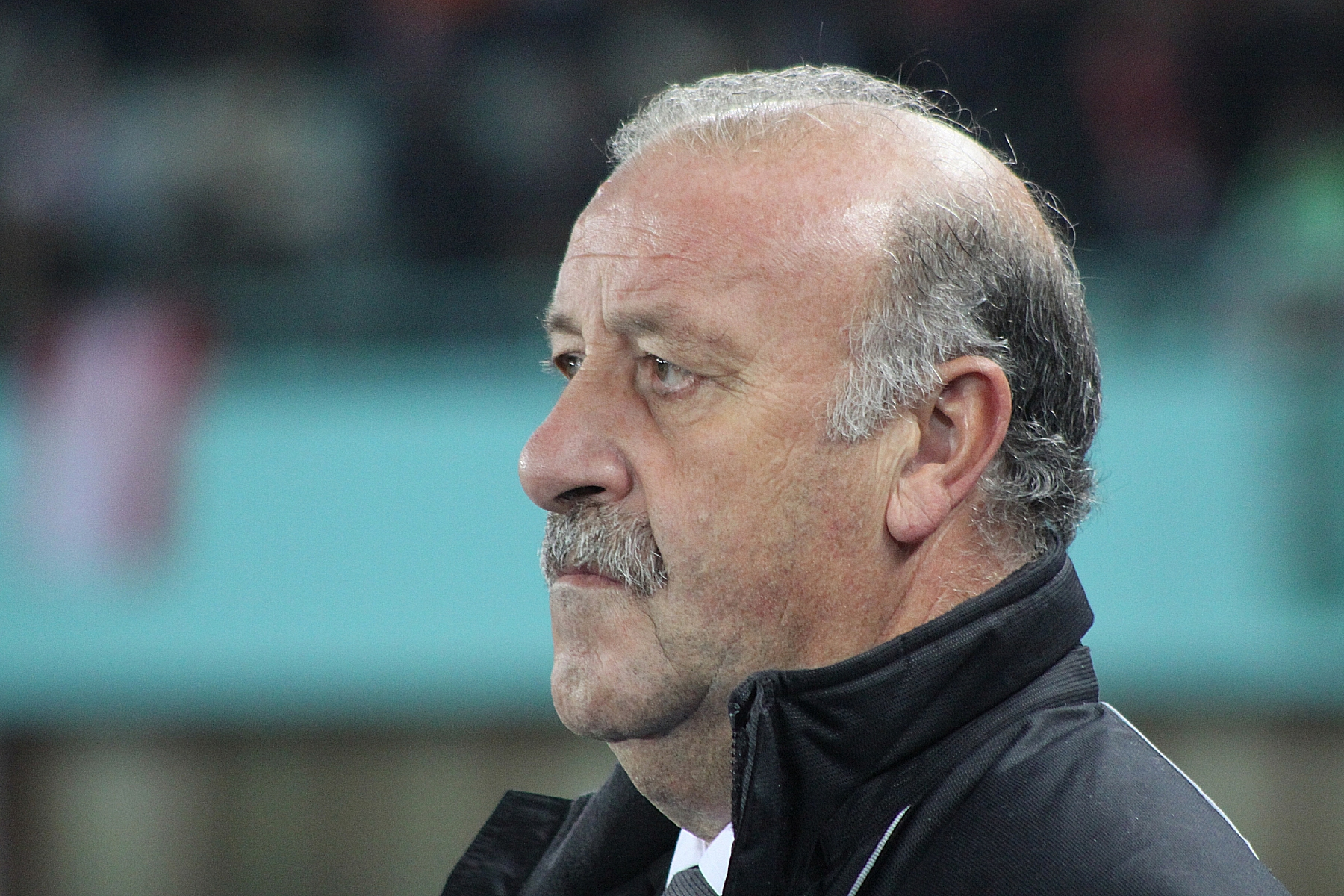
Vicente del Bosque führte die spanische Nationalmannschaft zu ihrem ersten Weltmeistertitel.

Der Nationaltrainer (spanisch: Seleccionador Nacional) wird vom spanischen Verband RFEF ernannt. In den frühen Jahren der Nationalmannschaft übernahm zumeist nicht ein Trainer die Auswahl, sondern ein Komitee aus bis zu acht Teamchefs. Der Nationaltrainer mit der längsten Amtszeit ist bislang László Kubala, der es von 1969 bis 1980 auf 68 Begegnungen brachte. Die meisten Spiele und Siege erreichte Vicente del Bosque, unter dessen Führung die Seleccíon in 114 Begegnungen 87 Spiele gewann, darunter 14 Pflichtspielsiege (6 WM-Spiele + 8 EM-Qualifikationsspiele) und 29 nicht verlorene Pflichtspiele (24 Siege, 5 Remis) in Folge. Unter del Bosque wurden damit mehr Spiele gewonnen als Spiele unter Kubala, dem Trainer mit den zweitmeisten Spielen, bestritten wurden.
Nationaltrainer mit mindestens 20 Länderspielen:
Stand: 9. Juni 2025
| Name                 | Spiele | S  | U   | N   | Erstes Spiel  | Letztes Spiel | Erfolge                              |
| -------------------- | ------ | -- | --- | --- | ------------- | ------------- | ------------------------------------ |
| Vicente del Bosque   | 1140   | 87 | 100 | 170 | 20. Aug. 2008 | 27. Juni 2016 | Weltmeister 2010, Europameister 2012 |
| László Kubala        | 68     | 31 | 210 | 160 | 15. Okt. 1969 | 18. Juni 1980 |                                      |
| Miguel Muñoz         | 63     | 32 | 160 | 150 | 26. März 1969 | 17. Juni 1988 | Vize-Europameister 1984              |
| Javier Clemente      | 62     | 36 | 200 | 6   | 9. Sep. 1992  | 5. Sep. 1998  |                                      |
| Luis Aragonés        | 54     | 38 | 120 | 4   | 18. Aug. 2004 | 29. Juni 2008 | Europameister 2008                   |
| Luis Enrique         | 45     | 24 | 14  | 7   | 8. Sep. 2018  | 6. Dez. 2022  |                                      |
| José Antonio Camacho | 44     | 28 | 9   | 7   | 23. Sep. 1998 | 23. Juni 2002 |                                      |
| Luis Suárez          | 27     | 15 | 4   | 8   | 14. Sep. 1988 | 17. Apr. 1991 |                                      |
| Luis de la Fuente    | 32     | 24 | 6   | 2   | 25. März 2023 |               | Europameister 2024                   |
| José Santamaría      | 24     | 10 | 8   | 6   | 24. Sep. 1980 | 5. Juli 1982  |                                      |
| José María Mateos    | 23     | 16 | 3   | 4   | 30. Apr. 1922 | 21. Mai 1933  |                                      |
| Iñaki Sáez           | 23     | 15 | 6   | 2   | 21. Aug. 2002 | 20. Juni 2004 |                                      |
| José Villalonga      | 22     | 09 | 5   | 8   | 1. Nov. 1962  | 20. Juli 1966 | Europameister 1964                   |
| Julen Lopetegui      | 20     | 14 | 6   | 0   | 2. Juli 2016  | 9. Juni 2018  |                                      |